# Мученичество святого Матфея
«Мученичество святого Матфея» — картина Караваджо, написанная в 1599—1600 годах для капеллы Контарелли римской церкви Сан-Луиджи-дей-Франчези.

## История создания
Эта самая драматичная картина из цикла, посвящённого святому Матфею, переписывалась художником три раза. По данным рентгенограммы, первоначальный замысел Караваджо был иным. Действующих лиц было всего трое, а композиция решена в классическом духе. Первый план занимала фигура в позе ангела из «Отдыха на пути в Египет», две другие повторяли образцы античной скульптуры. Во второй версии Караваджо придал большую экспрессию жестам персонажей. Окончательно же действующих лиц на картине стало тринадцать, а вся композиция строится вокруг поверженного апостола и его убийцы, от которых в ужасе разбегаются свидетели преступления.
Это одна из первых многофигурных композиций Караваджо и первый случай, когда художнику наконец предоставилась возможность попробовать себя в столь сложном произведении. Художник передаёт пространство, уходящее в глубину, не с помощью архитектурных деталей, а только за счёт продуманного многопланового размещения действующих лиц. Решающую роль здесь играет освещение: чередование тени и света, рождающее впечатление луча или вспышки молнии, выхватывающей из мрака фигуры и предметы.
Картина знаменует переломный момент в истории итальянской живописи, когда маньеризм, ведущий стиль конца века, уступает барокко. Первая работа Караваджо, предназначенная для широкой аудитории, вызвала сенсацию. Федерико Цуккаро, глава Гильдии Святого Луки, увидев произведения Караваджо в церкви Сан-Луиджи-дей-Франчези, заявил, что в них нет ничего особенного, лишь подражание стилю Джорджоне. Но несмотря на скептическую оценку его работ, Караваджо стал одним из самых известных мастеров Рима и завоевал симпатии многих молодых художников, которые позднее стали его последователями.

## Сюжет
Действие происходит в помещении церкви: видны алтарь и купель, художник следует «Золотой легенде», согласно которой святой Матфей был убит по завершении мессы. В храм неожиданно ворвался убийца, подосланный эфиопским царём, он держит руку упавшего Матфея и готов вонзить в него меч. Это смысловой и композиционный центр картины. На первом плане двое полуобнажённых калек, — апостол считался целителем душ и плоти, максимально приближены к зрителю. Ярко освещён бегущий мальчик-служка. Ангел, сверху протягивает Матфею пальмовую ветвь — знак мученичества. В глубине слева Караваджо изобразил себя.

## Детали картины

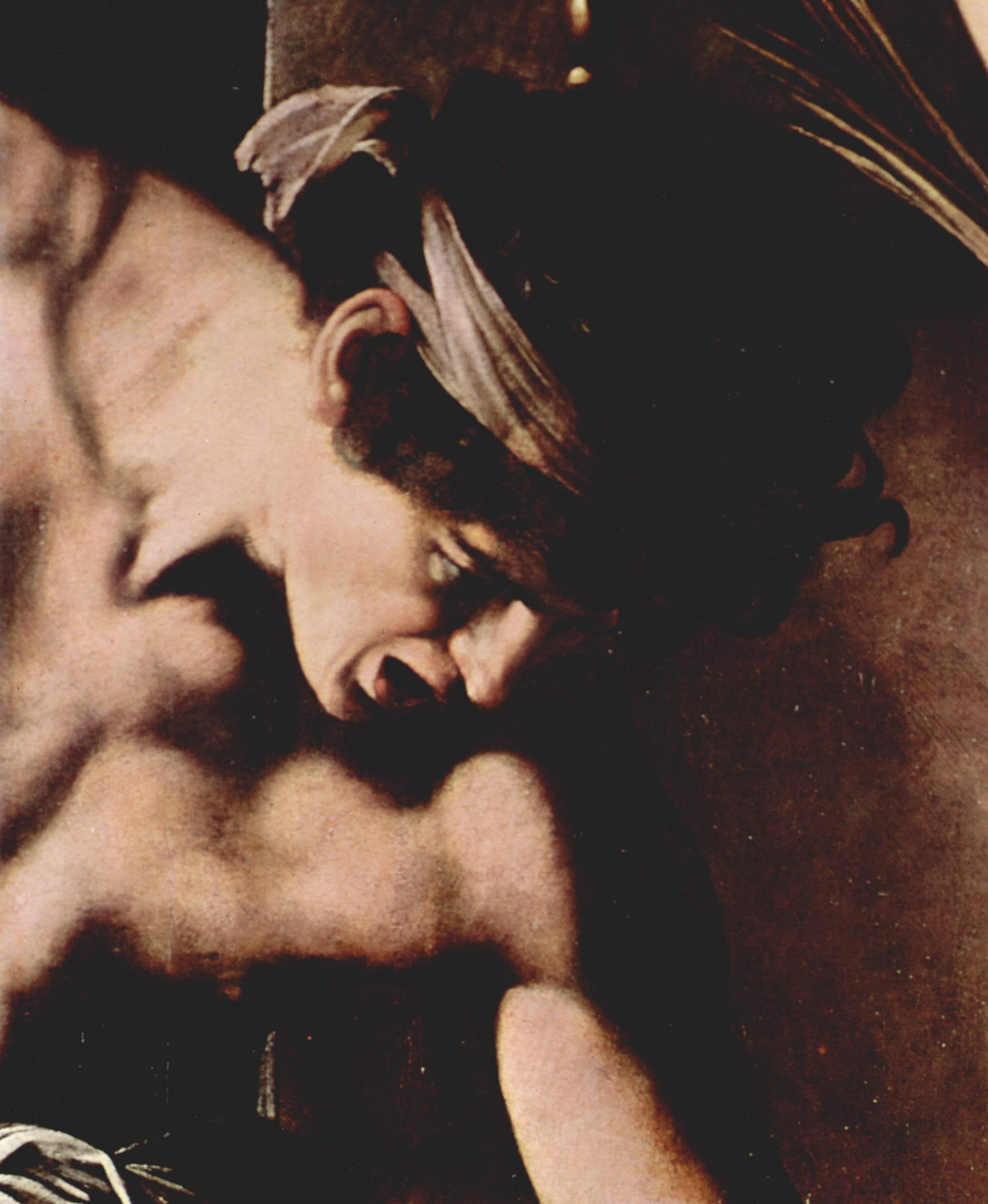
Убийца
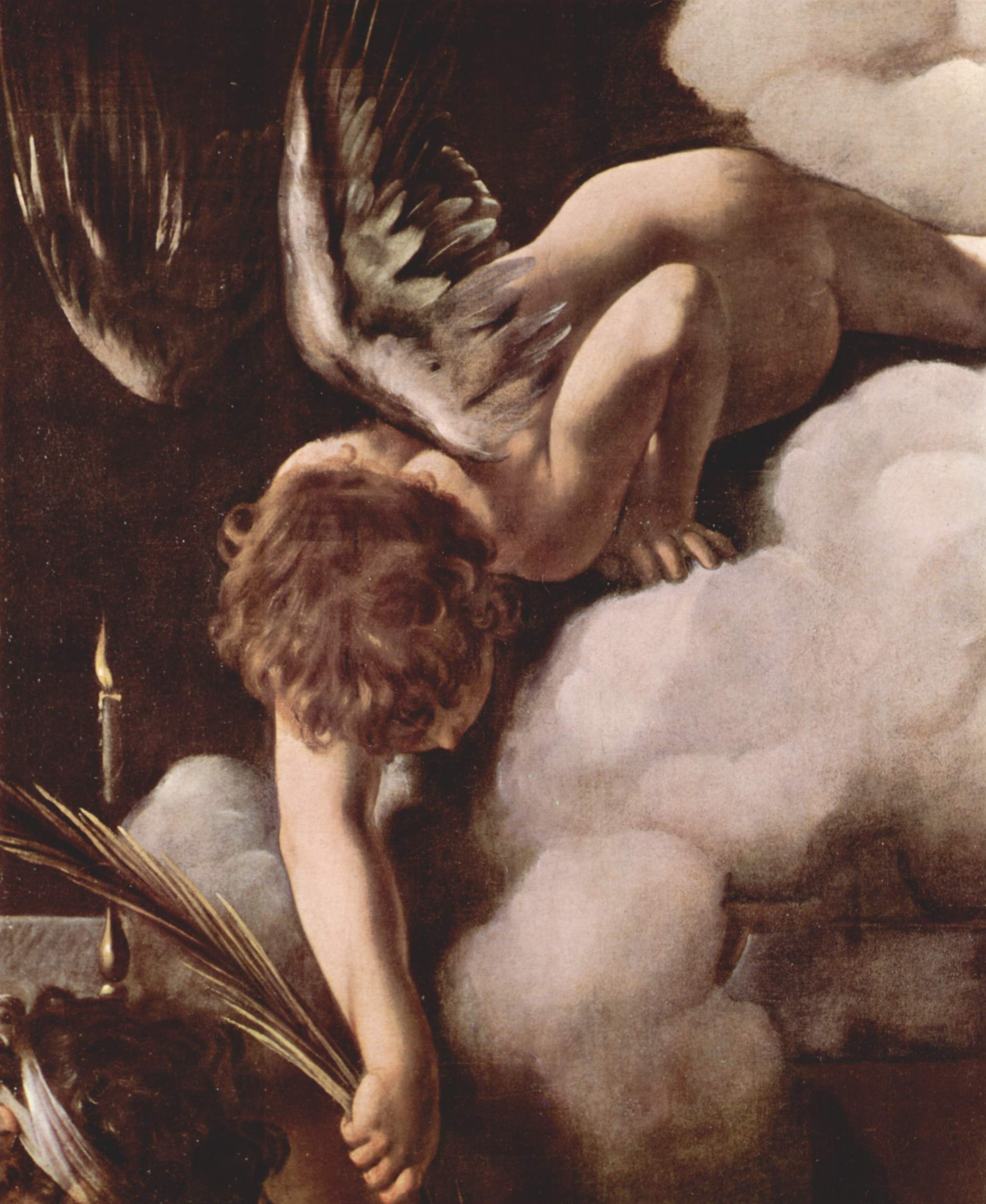
Ангел
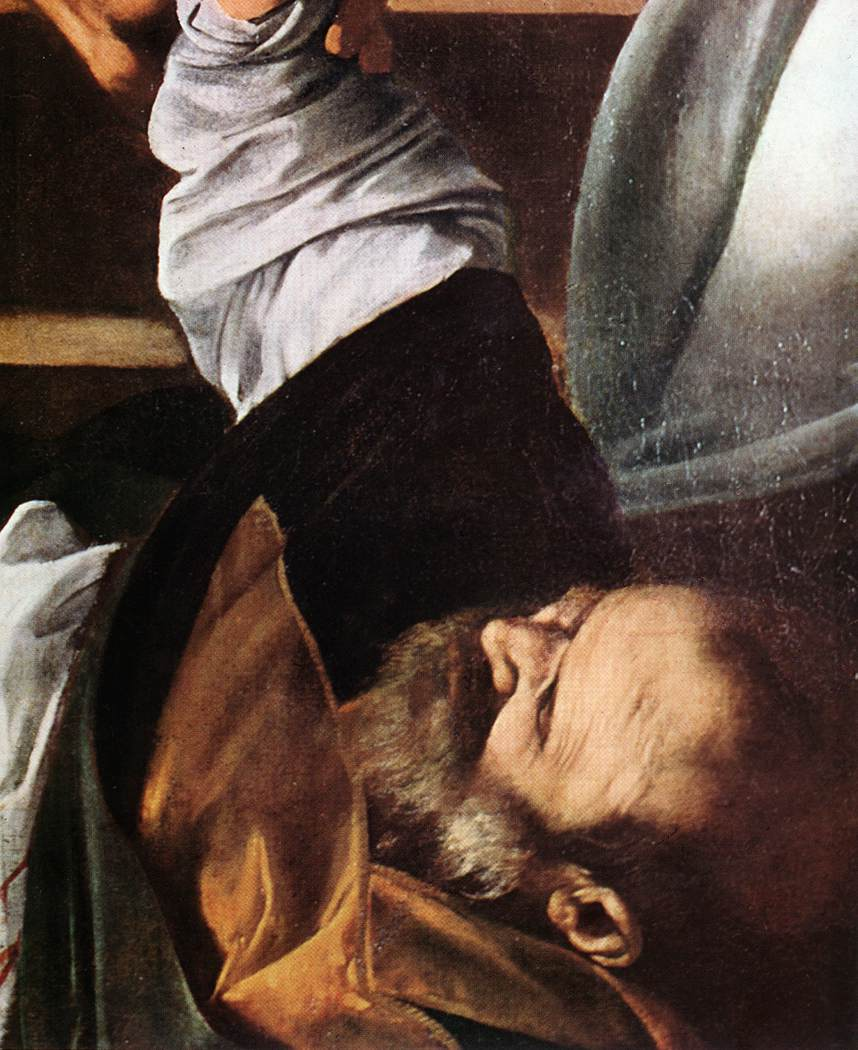
Mатфей
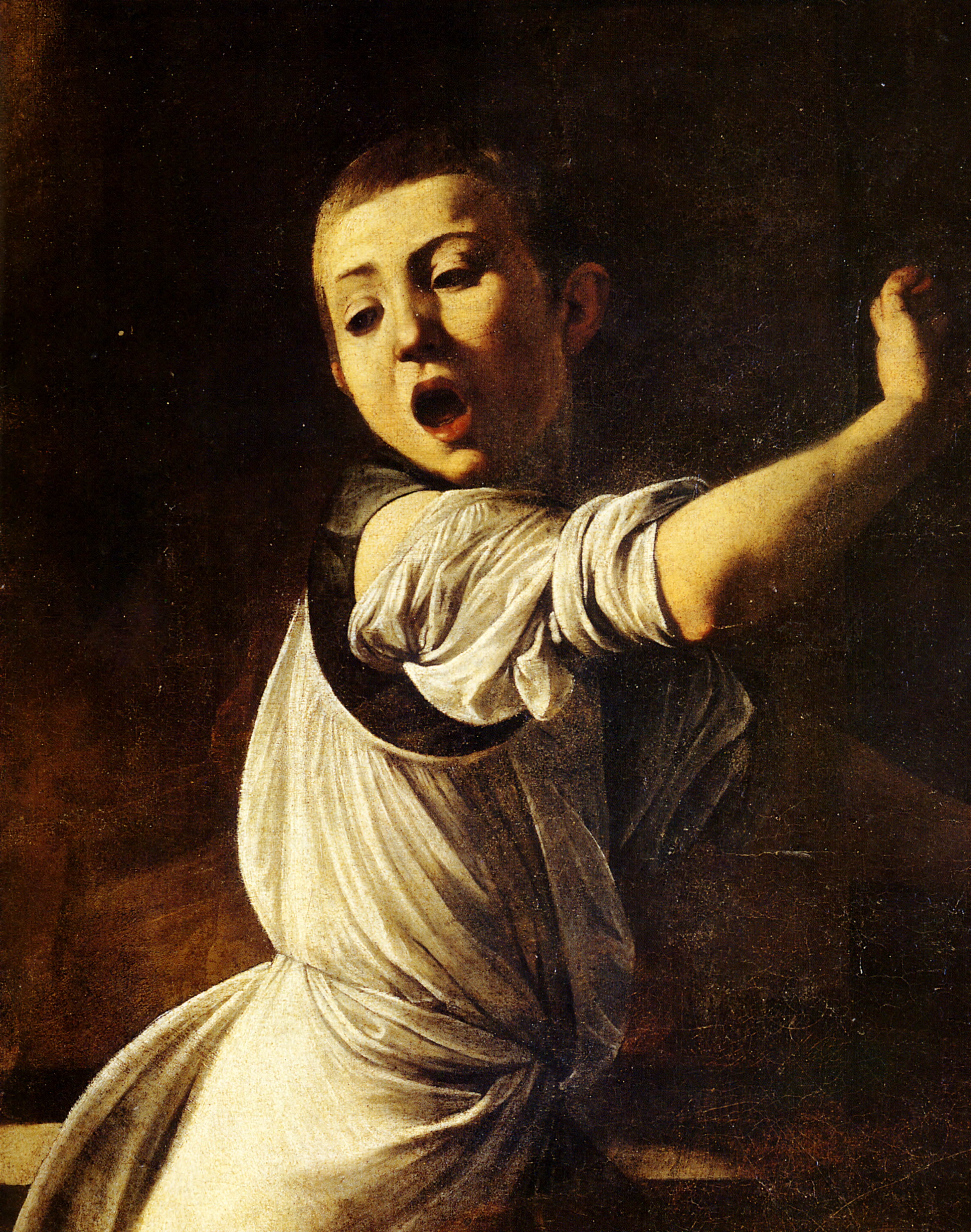
Mальчик-служка
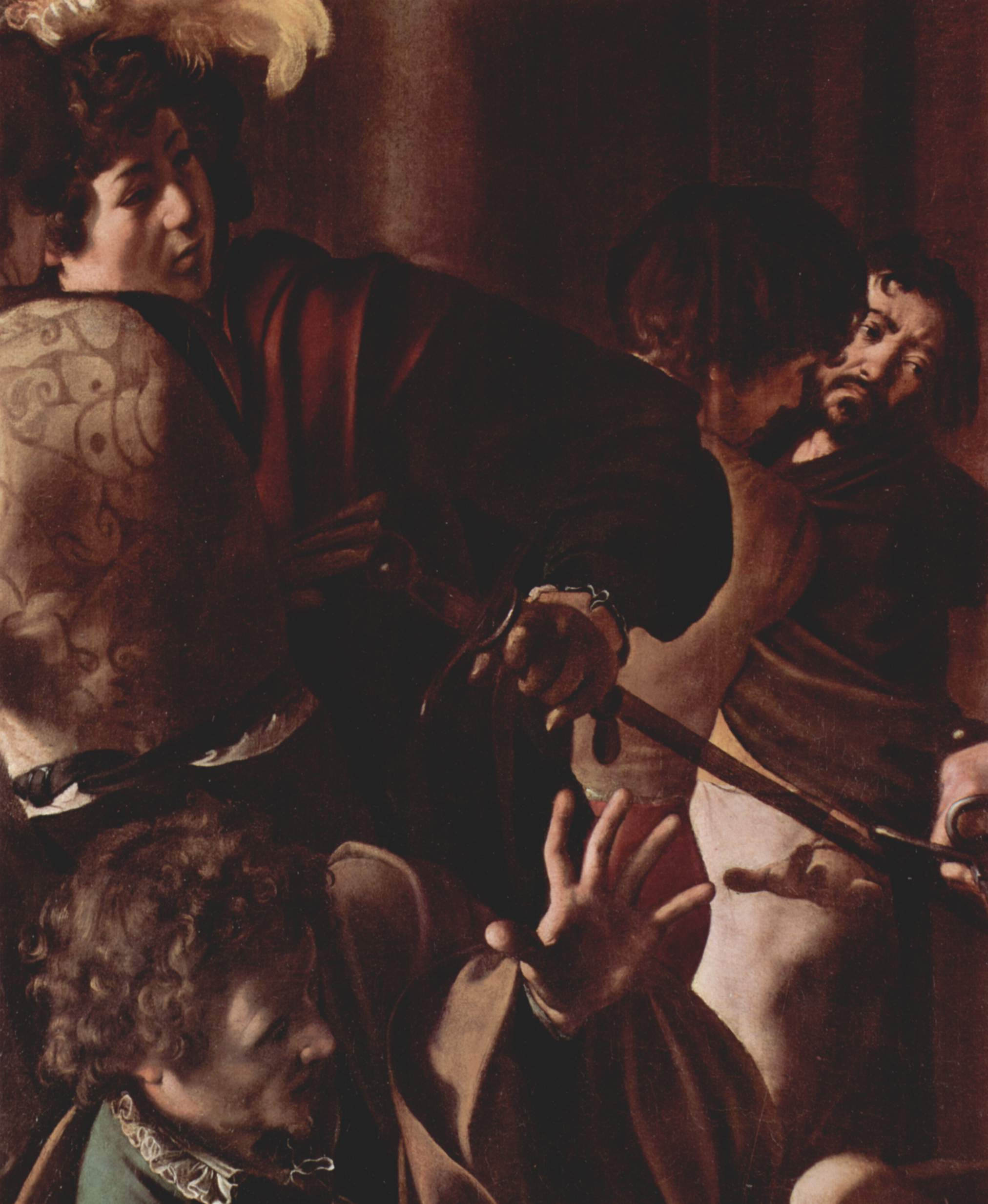
Свидетели
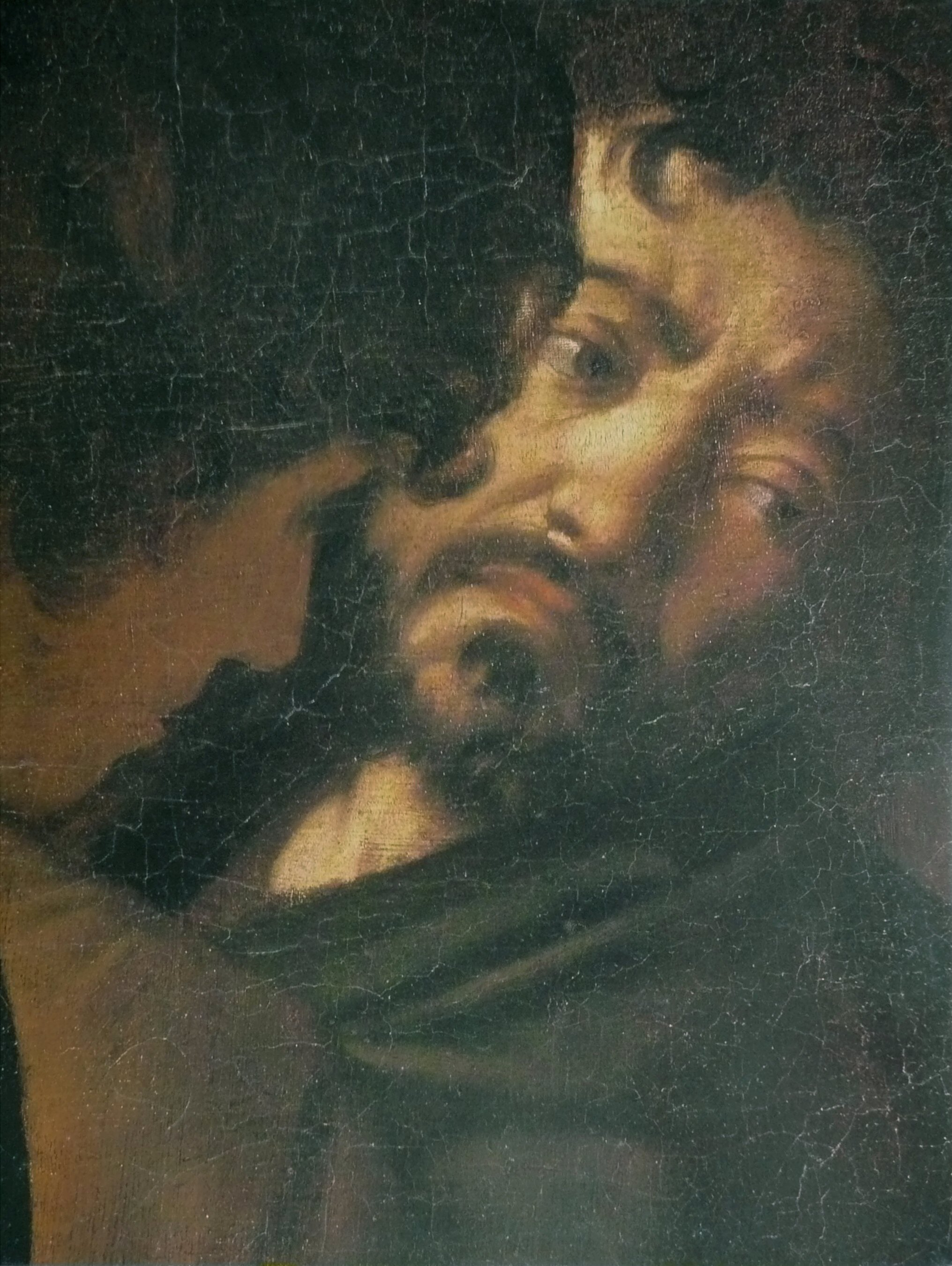
Автопортрет художника

## Фильмография
- «Ангелы и истязатели», фильм Алена Жобера[фр.] из цикла «Палитры» (Франция, 1998).